# Fairport Convention
I Fairport Convention sono un gruppo folk rock inglese.
Fondati da Simon Nicol, Richard Thompson, Ashley Hutchings e Shaun Frater, i Fairport Convention, iniziando come gruppo di cover di rock della West Coast, sviluppano presto un loro stile che mescola il rock con la musica tradizionale folk inglese, contendendosi il titolo di più grande folk rock band inglese con i Pentangle.
Dopo numerosi cambi di formazione si sciolgono nel 1979 per riformarsi per un concerto nel 1985, da allora continuano a suonare e pubblicare dischi.
In parte il continuo successo che ancora oggi hanno i Fairport Convention è dovuto all'annuale festival di Cropredy, nell'Oxfordshire, ora rinominato Fairport's Cropredy Convention e che riunisce ogni anno almeno 20.000 fan sin dal 1974.

## Storia del gruppo
1967–69: i primi tre album

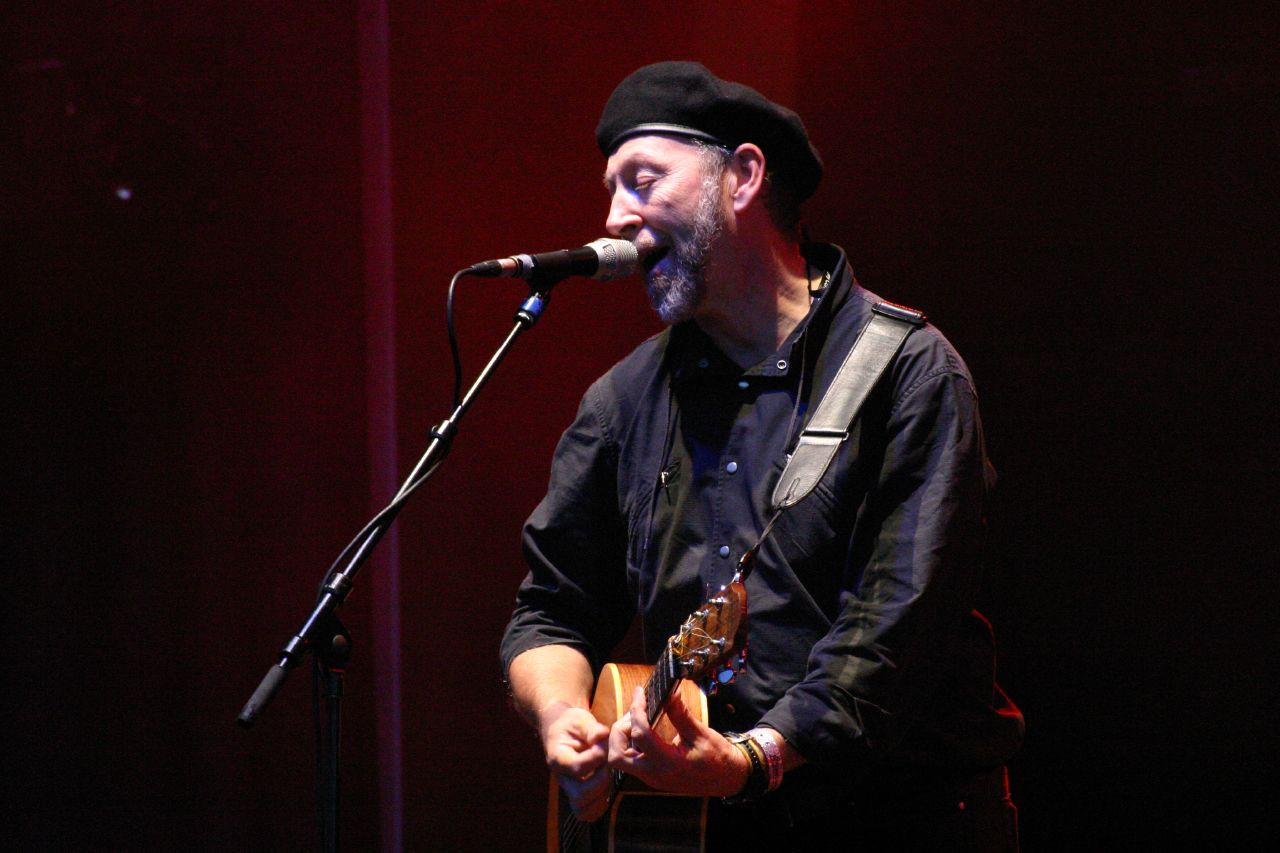
Il chitarrista Richard Thompson (2005)

Il gruppo suona per la prima volta dal vivo in una chiesa nel Nord di Londra nel 1967, ne fanno parte il bassista e frontman Ashley 'Tyger' Hutchings, il chitarrista solista Richard Thompson e il chitarrista Simon Nicol e Shaun Frater alla batteria.
In questi primi tempi si riuniscono per le prove nella casa di famiglia di Nicol, detta Fairport, da cui il nome del gruppo Fairport Convention (Convention in inglese vuol dire riunione, incontro). Nasce così una band che suonerà per 40 anni.
Tuttavia questa prima formazione suona solo nel primo concerto, poi il giovane Martin Lamble, presente in quell'occasione come spettatore, prende il posto del batterista. È solo il primo cambio di formazione di una lunga serie che caratterizzerà la storia dei Fairport Convention.
Si aggiunge subito dopo la cantante Judy Dyble (Judy Aileen Dyble, nata il 13 febbraio 1949, a Wood Green, Londra). Dopo pochi mesi che hanno iniziato a suonare, l'incontro con il produttore Joe Boyd permette loro di firmare un contratto con la Island Records.
Si aggiunge, su suggerimento di Boyd, una voce maschile: Iain Matthews; questa formazione incide il primo album, Fairport Convention, tra la fine del 1967 e la prima metà del 1968.
Il disco contiene due cover, probabilmente gli episodi più riusciti del disco: Time Will Show the Wiser di Emitt Rhodes e Chelsea Morning di Joni Mitchell e Jack O'Diamonds.
In questo primo periodo i Fairport si rifanno a Joni Mitchell e Bob Dylan nel materiale e nello stile, tanto che molti credono siano americani e questo frutta loro l'appellativo di 'Jefferson Airplane inglesi'.

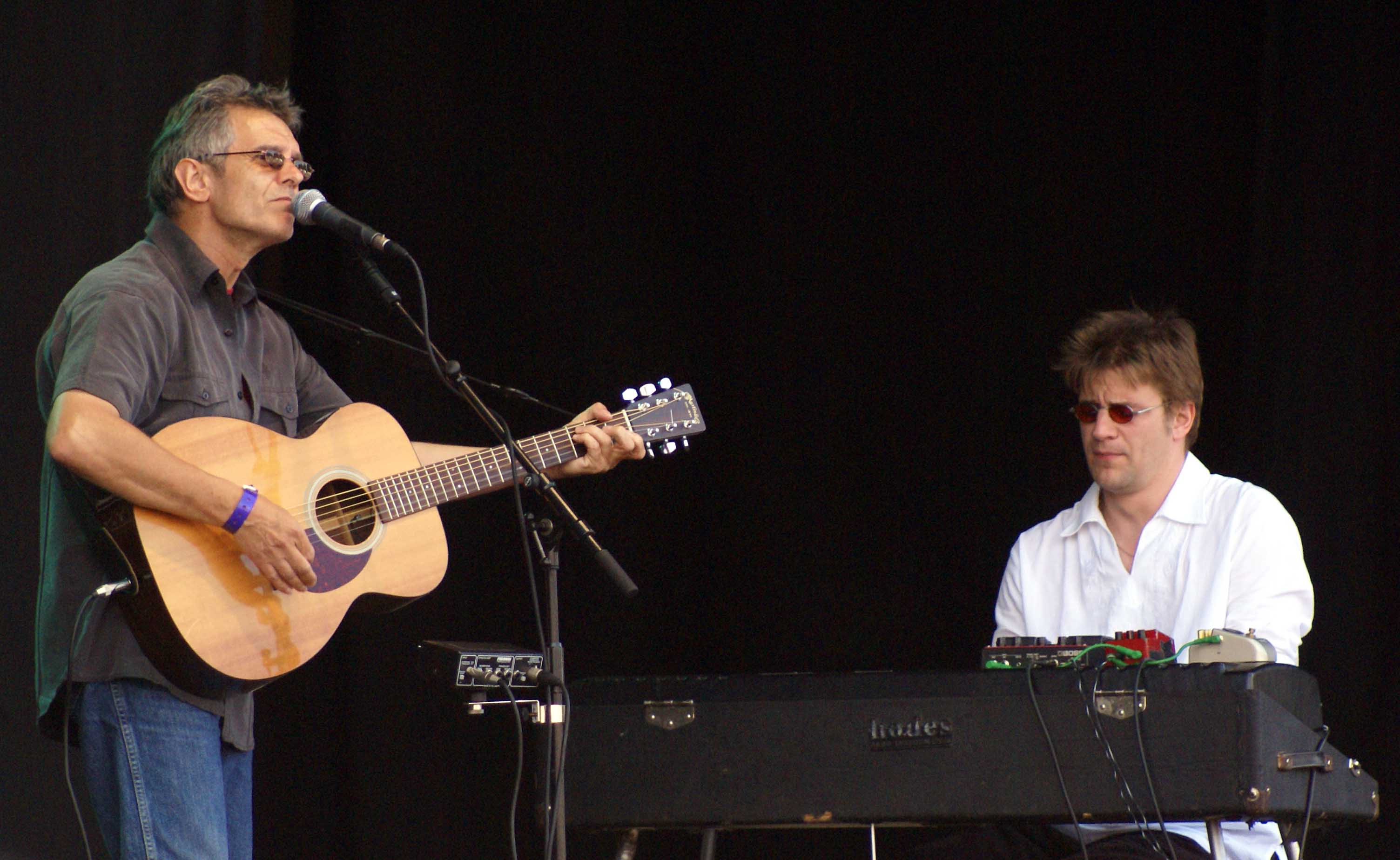
Iain Matthews (2007)

Nel 1969 Judy Dyble viene sostituita dalla cantante folk Sandy Denny, che ha già inciso dischi come solista e con gli Strawbs.
Esce What We Did on Our Holidays, secondo album, della band, a metà strada tra il folk rock americano del primo disco (Eastern Rain di Joni Mitchell e I'll Keep It with Mine di Dylan), e quello inglese (nei tradizionali She Moves Through the Fair e Nottamun Town) e contenente due classici della formazione: Meet on the Ledge e Fotheringay su testo della Denny.
Il 1969 è un anno molto prolifico per i Fairport Convention: Iain Matthews lascia il gruppo, Sandy Denny rimane quindi la voce solista, e si aggiunge il violinista-mandolinista Dave Swarbrick: esce Unhalfbricking. C'è ancora Dylan: Percy's Song, con l'ultima partecipazione di Matthews, Si Tu Dois Partir, versione in francese di If You Gotta Go, Go Now, Million Dollar Bash. Ma il brano più innovativo è la rilettura del tradizionale A Sailor's Life, in undici minuti i Fairport Convention mescolano folk rock e psichedelia. Nel disco compaiono chitarre elettriche e violino, fisarmonica e battiti di mani (al posto della sezione ritmica), una vera fusione tra folk e rock.
Nel maggio avviene però una tragedia: il pulmino su cui viaggia la band ha un incidente sull'autostrada M1, di ritorno da un concerto a Birmingham: muoiono il diciannovenne Martin Lamble e Jeannie Franklyn, la fidanzata di Richard Thompson; gli altri membri del gruppo rimangono feriti.
1969–73: la nascita del folk rock

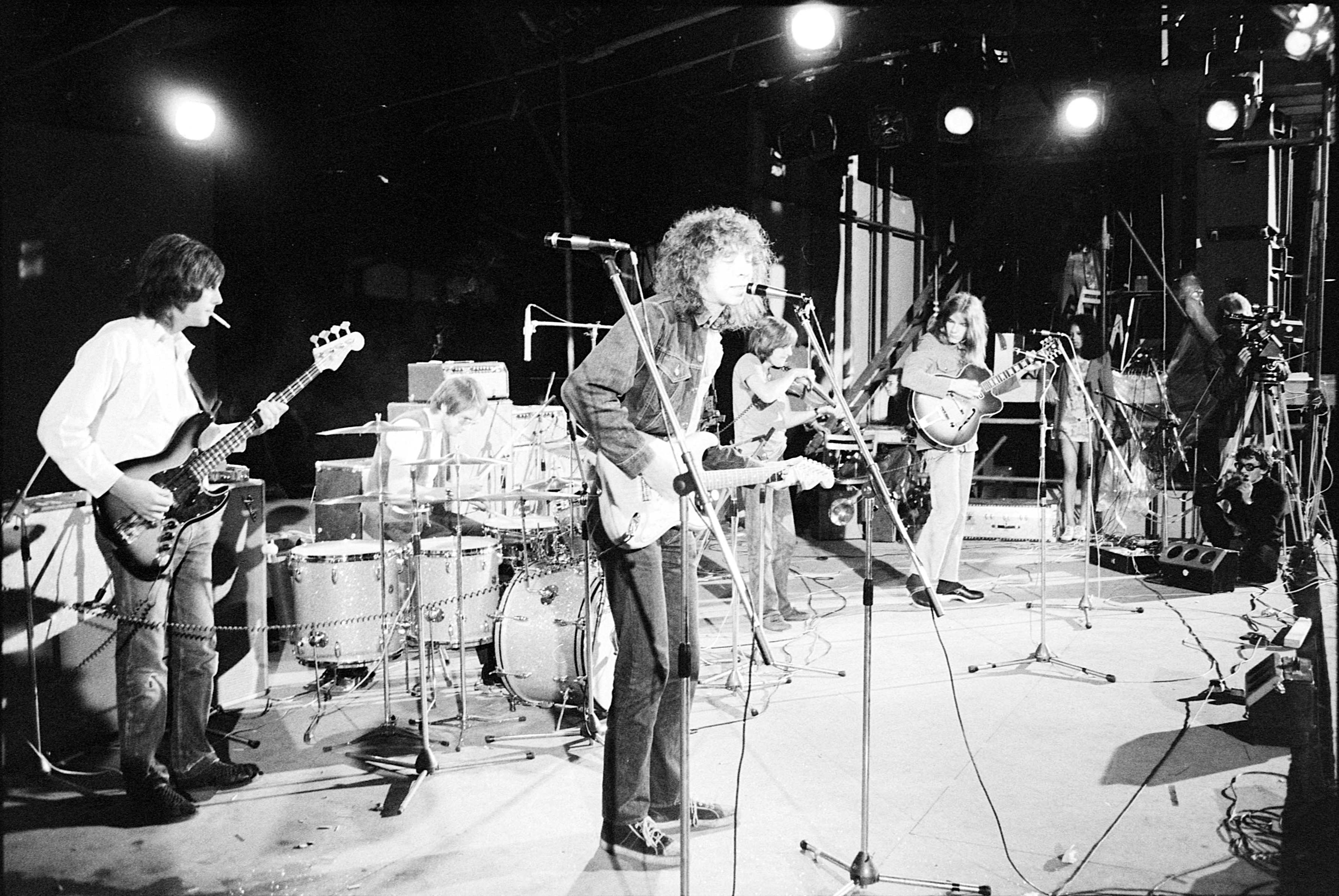
Fairport Convention (Kralingen 1970)

Inizialmente il gruppo pensa di sciogliersi, poi però, una volta guariti, iniziano la registrazione del terzo album dell'anno: Liege & Lief.
Arriva Dave Mattacks alla batteria. Hutchings si dedica alla ricerca di brani tradizionali da rileggere in chiave rock, consultando anche gli archivi degli etnomusicologi Cecil Sharp e Francis Child: cinque degli otto brani che compongono l'LP sono "tradizionali". A differenza dei precedenti lavori della band, i Fairport decisero di non ispirarsi più ai Jefferson Airplane, bensì di applicare la lezione imparata tramite l'album Music from Big Pink dei The Band.
Nel 1970, nonostante i successi di Liege & Lief, Ashley Hutchings lascia il gruppo per fondare gli Steeleye Span, mentre Sandy Denny, insieme al compagno Trevor Lucas fonda i Fotheringay con cui pubblicherà solo un album (Fotheringay 1970), per poi dedicarsi a una carriera solista.
La band sostituisce Hutchings con Dave Pegg e decide di fare a meno della voce femminile. Il gruppo pubblica Full House e il live Live at the L.A. Troubadour, subito dopo anche Richard Thompson abbandona il progetto: Simon Nicol è l'ultimo membro fondatore della band.
Nel 1971 escono due LP: Angel Delight, legato come i due precedenti a riarrangiamenti di brani tradizionali, e Babbacombe Lee, un concept album su un uomo accusato di omicidio che sopravvisse a tre impiccagioni. Si tratta dei primi due album dei Fairport Convention con la stessa formazione. Nel 1972 anche Nicol e Mattacks lasciano il gruppo: continuano Pegg e Swarbrick insieme a una serie di musicisti che si alternano.
1973–78: il declino
Ma nel 1973 c'è il ritorno di Mattacks, ed entrano il marito di Sandy Denny Trevor Lucas e il chitarrista statunitense Jerry Donahue.
La band incide Rosie e, nell'anno successivo, Nine.

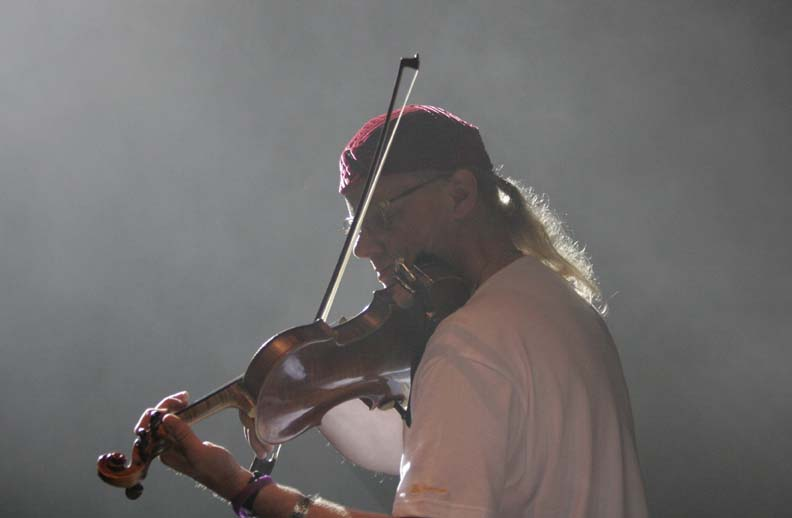
Il violinista Ric Sanders (2005)

Nel 1974 anche Sandy Denny torna nei Fairport Convention, partecipando al primo disco live Fairport Convention Live e scrivendo quasi per intero il disco Rising for the Moon.
Nel 1976 lascia di nuovo il gruppo, attraversa una crisi matrimoniale e cade in depressione: dipendente dall'alcol e sotto l'effetto di tranquillanti, morirà nel 1978 per emorragia cerebrale dopo una caduta dalle scale.
Insieme alla Denny lasciano anche Lucas e Donahue, Mattacks viene sostituito da Bruce Rowland. I rimanenti, con la produzione di Nicol, pubblicano Gottle O'Geer, in cui il nome della band è significativamente abbreviato in Fairport. 
Successivamente Nicol torna nella band che incide The Bonny Bunch of Roses nel 1977 e Tipplers Tales nel 1978, più che altro per onorare gli impegni con l'etichetta Vertigo, che a causa delle scarse vendite non rinnova il contratto con la band.
1979–oggi: Cropredy e una nuova stabilità
Nel 1979 il gruppo si ritrova senza contratto discografico e l'udito di Swarbrick va peggiorando: i Fairport Convention si sciolgono con un tour di addio che termina a Cropredy, paese dove abita Dave Pegg.
Poiché nessuna etichetta vuole pubblicare l'album live, Pegg fonda la Woodworm Records e pubblica Farewell, Farewell.
Ma l'anno successivo il gruppo si riunisce nuovamente per un concerto a Cropredy: nasce il Festival di Cropredy, che annualmente riunisce come ospiti tutti i musicisti che nel corso degli anni hanno militato nella band e che danno vita a session con grande coinvolgimento del pubblico in un'atmosfera di amicizia e familiarità. Di questi anni vengono pubblicati i live al Festival come bootleg ufficiali.
Nel frattempo Dave Pegg diviene bassista dei Jethro Tull, pur senza lasciare i Fairport Convention, mentre Nicol e Swarbrick formano un duo acustico.
Nel 1985 Pegg, Nicol e Mattacks tornano in studio e incidono Glady's Leap; successivamente, al violino arriva Ric Sanders dei Soft Machine, insieme al polistrumentista Maartin Allcock. Questa sarà la formazione più duratura, undici anni, dei Fairport Convention, a cui si devono album di notevole fattura come Red and Gold (1989), The Five Seasons (1990) e Jewel in the Crown (1995).
Nel 1996 Allcock viene sostituito da Chris Leslie (violino, mandolino, bouzouki, voce) e nel 1998 Mattacks lascia il posto a Gerry Conway, ex Jethro Tull. Questa è la formazione ancora esistente.

## Stile musicale
La formazione nacque ispirandosi ai gruppi statunitensi in voga all’epoca, e in particolare ai Byrds, supportati da un impasto vocale che richiamava lo stile armonico dei Mamas and Papas. Il suo debito “californiano” era dovuto anche all’interpretazione di qualcuna fra le prime composizioni di una ancora sconosciuta Joni Mitchell e alla somiglianza che alcuni intravedevano con i Jefferson Airplane, analogia originata dal timbro della vocalist Judy Dyble che veniva associato a quello di Grace Slick.
Su consiglio del proprio produttore, i Fairport Convention si sganciarono dagli stereotipi del folk rock unito alla psichedelica, rimanendo nella sfera del folk ma abbracciando l’eredità della tradizione folclorica inglese delle ballate da cantastorie e delle melodie di accompagnamento alle danze popolari. Elemento chiave di questa deviazione verso il folk revival fu la presenza della nuova vocalist Sandy Denny, la cui originalità diede luogo a un personalissimo stile in grado di influenzare le voci delle generazioni a venire. L’album di punta, Liege & Lief, vede ritornelli popolari d’amore e di guerra proposti con l’ausilio di strumentazioni elettrificate: il folk rock presentato dalla formazione, oltre che dalla voce di Sandy Denny, è contraddistinto dall’uso del violino amplificato e dalla chitarra di Thompson talvolta ai limiti dello stile hard rock.

## Componenti
La formazione attuale è:
- Simon Nicol (chitarra, voce): 1967-1972, 1977-oggi
- Dave Pegg (basso, mandolino, corista): dal 1970
- Ric Sanders (violino): dal 1985
- Chris Leslie (violino, mandolino, bouzouki, voce): dal 1997
- Gerry Conway (batteria, percussioni): dal 1998

Sono stati membri dei Fairport Convention:
- Ashley Hutchings (basso)
- Bob Brady (pianoforte)
- Bruce Rowland (batteria)
- Dan Ar Braz (chitarra)
- Dave Mattacks (batteria)
- David Rea (chitarra)
- Dave Swarbrick (violino, voce)
- Iain Matthews (voce)
- Jerry Donahue (chitarra)
- Judy Dyble (voce, arpa)
- Maartin Allcock (chitarra, mandolino, tastiere, voce)
- Martin Lamble (batteria)
- Paul Warren (batteria)
- Richard Thompson (chitarra, voce)
- Roger Burridge (violino)
- Roger Hill (chitarra)
- Sandy Denny (voce)
- Tom Farnell (batteria)
- Trevor Lucas (chitarra, voce)

## Discografia

### Album studio
- 1968 Fairport Convention
- 1969 What We Did on Our Holidays
- 1969 Unhalfbricking
- 1969 Liege & Lief
- 1970 Full House
- 1971 Angel Delight
- 1971 ''Babbacombe'' Lee
- 1973 Rosie
- 1973 Nine
- 1975 Rising for the Moon
- 1976 Gottle O'Geer
- 1977 The Bonny Bunch of Roses
- 1978 Tipplers Tales
- 1985 Gladys Leap
- 1986 Expletive Delighted
- 1987 In Real Time
- 1987 Heyday
- 1989 Red & Gold
- 1990 The Five Seasons
- 1995 Jewel in the Crown
- 1996 Old New Borrowed Blue
- 1997 Who Knows Where the Time Goes?
- 1999 Cropredy 98
- 1999 The Wood and the Wire
- 2001 Fairport Convention XXXV
- 2004 Over the Next Hill
- 2007 Sense of Occasion
- 2011 Festival Bell
- 2012 By Popular Request
- 2015 Myths and Heroes
- 2017 50:50@50
- 2020 Shuffle and Go

### Singoli
- 1968 If I Had a Ribbon Bow, Polydor Records
- 1968 Meet on the Ledge, Polydor Records
- 1969 I'll Keep It With Mine, Polydor Records
- 1969 Si Tu Dois Partir, Island Records
- 1970 If (Stomp), Island Records
- 1970 Now Be Thankful, Island Records

### Live
- 1974 Fairport Live Convention
- 1977 Live at the L.A. Troubadour
- 1979 Farewell Farewell
- 1982 Moat on the Ledge - Live at Broughton Castle
- 1986 House Full (live)
- 1992 25th Anniversary Concert
- 2002 Heyday: BBC Radio Sessions, 1968-1969
- 2004 The Quiet Joys of Brotherhood
- 2005 Journeyman's Grace
- 2006 Off the Desk
- 2007 Live at the BBC

### Raccolte
- 1972 History of Fairport Convention
- 1975 Tour Sampler
- 1991 The Woodworm Years
- 2003 Rhythm of the Times
- 2009 Fame & Glory

### Boxes
- 1998 The Cropredy Box